# Moniliella tomentosa
Moniliella tomentosa är en svampart som först beskrevs av J.F.H. Beyma, och fick sitt nu gällande namn av Stolk 1966. Moniliella tomentosa ingår i släktet Moniliella, klassen Tremellomycetes, divisionen basidiesvampar och riket svampar.   Inga underarter finns listade i Catalogue of Life.